# Gheorghe Brandabura
Gheorghe Brandabura (né le 23 février 1913 en Roumanie et mort à une date inconnue) était un joueur de football international roumain, qui évoluait au poste de milieu de terrain.

## Biographie
Il jouait en club dans l'équipe du championnat roumain du Juventus FC Bucarest, un des nombreux clubs de la capitale.
Il est également international avec la Roumanie, et participe à la coupe du monde 1938 en France.